# Formica rufolucida
Formica rufolucida é uma espécie de formiga do gênero Formica, pertencente à subfamília Formicinae.